# Layyah (Distrikt)
Der Distrikt Layyah ist ein Verwaltungsdistrikt in Pakistan in der Provinz Punjab. Sitz der Distriktverwaltung ist die gleichnamige Stadt Layyah.
Der Distrikt hat eine Fläche von 6291 km² und nach der Volkszählung von 2017 1.824.230 Einwohner. Die Bevölkerungsdichte beträgt 290 Einwohner/km². Im Distrikt wird zur Mehrheit die Sprache Saraiki gesprochen.

## Lage
Der Distrikt befindet sich im zentralen Westen der Provinz Punjab, die sich im Westen von Pakistan befindet. Das Gebiet besteht zum größten Teil aus wüstenartiger Landschaft zwischen dem Indus und dem Chanab.

## Verwaltungsgliederung
Der Distrikt ist administrativ in drei Tehsil unterteilt:
- Chaubara
- Karor Lal Esan
- Layyah

## Geschichte
Der Distrikt entstand 1982 aus Teilen von Mianwali.

## Demografie
Zwischen 1998 und 2017 wuchs die Bevölkerung um jährlich 3,16 % und damit sehr schnell. Von der Bevölkerung leben ca. 18 % in städtischen Regionen und ca. 82 % in ländlichen Regionen. In 281.929 Haushalten leben 925.333 Männer, 898.817 Frauen und 80 Transgender, woraus sich ein Geschlechterverhältnis von 103 Männer pro 100 Frauen ergibt und damit einen für Pakistan häufigen Männerüberschuss.
| Jahr | Einwohnerzahl |
| ---- | ------------- |
| 1972 | 495.537       |
| 1981 | 666.517       |
| 1998 | 1.120.951     |
| 2017 | 1.824.230     |

Die Alphabetisierungsrate in den Jahren 2014/15 bei der Bevölkerung über 10 Jahren liegt bei 64 % (Frauen: 49 %, Männer: 77 %) und liegt damit leicht über dem Durchschnitt der Provinz Punjab von 63 %.